# Fundulus sciadicus
Fundulus sciadicus är en fiskart som beskrevs av Cope, 1865. Fundulus sciadicus ingår i släktet Fundulus och familjen Fundulidae. Inga underarter finns listade i Catalogue of Life.